# Stentjärnen (Åsele socken, Lappland)
Stentjärnen är en sjö i Åsele kommun i Lappland och ingår i Ångermanälvens huvudavrinningsområde. Sjön har en area på 0,164 kvadratkilometer och ligger 348,5 meter över havet. Sjön avvattnas av vattendraget Sämsjöån.

## Delavrinningsområde
Stentjärnen ingår i det delavrinningsområde (712208-154572) som SMHI kallar för Inloppet i Sämsjön. Medelhöjden är 373 meter över havet och ytan är 12,25 kvadratkilometer. Det finns inga avrinningsområden uppströms utan avrinningsområdet är högsta punkten. Sämsjöån som avvattnar avrinningsområdet har biflödesordning 2, vilket innebär att vattnet flödar genom totalt 2 vattendrag innan det når havet efter 200 kilometer. Avrinningsområdet består mestadels av skog (73 procent). Avrinningsområdet har 0,21 kvadratkilometer vattenytor vilket ger det en sjöprocent på 1,7 procent.